# Heinz Irmler
Heinz Irmler (* 1942 in Wien) ist ein österreichischer klassischer Gitarrist.

## Leben
Heinz Irmler begann im Gymnasium Klosterneuburg mit dem Gitarrenunterricht.
In den Jahren von 1957 bis 1964 studierte er Gitarre bei Robert Brojer am Konservatorium der Stadt Wien.
Ab 1965 lehrte er als Professor an der Kunstuniversität Graz. Ab dem Jahr 1983 als außerordentlicher, später als ordentlicher Professor, war er Leiter einer Klasse künstlerischer Ausbildung für Gitarre ebenda.
Heinz Irmler spielte als Solist, vor allem aber im Duo mit seiner Ehefrau Elisabeth Irmler, mit dem Flötisten Herbert Irmler und mit dem Ensemble „Art of Cibulka“. Es gab zahlreiche Uraufführungen von Werken, die dem Gitarrenduo Irmler gewidmet wurden, unter anderem von Konzerten für zwei Gitarren und Orchester von Franz Cibulka und David Johnston und Uraufführung des Konzertes für Gitarre und großes Orchester von Franz Cibulka.
Jovan Pesec widmete Heinz Irmler zahlreiche Kompositionen für klassische Gitarre und Jovaluna, einer doppelchörigen, auf den Urton des Mondes gestimmten Quartgitarre.

## Diskografie
- Elisabeth & Heinz Irmler – Gitarrenmusik aus Spanien und Lateinamerika (1970–1979)[4]
- alira.soy – die.geschichte.der.jovaluna (2005)[4]
- Heinz Irmler performs – the.game..by..jovan.pesec (2006)[4]
- concerts.jovulana – die.geschichte.der.jovaluna (2007)[4]